# 坎普-迪维博拉什
坎普-迪维博拉什是葡萄牙布拉干萨区的一个堂区。总面积26.04平方公里，总人口145人，人口密度5.6人/平方公里。